# Schulgebäude Poisentalstraße 79

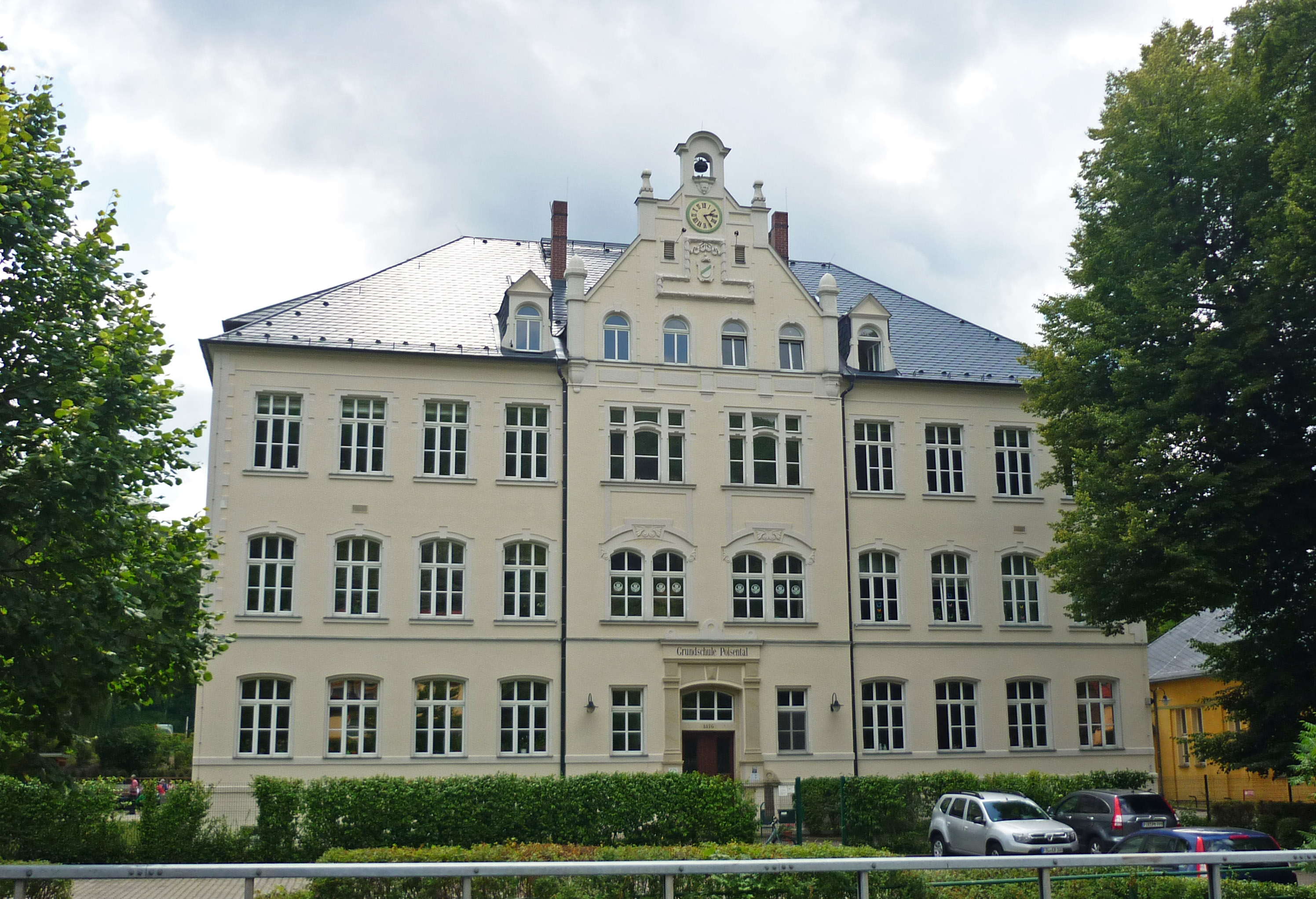
Ansicht von der Poisentalstraße, 2014

Das Schulgebäude Poisentalstraße 79 ist ein denkmalgeschützter Schulbau im Freitaler Stadtteil Niederhäslich. Es beherbergt die Grundschule „Poisental“ in städtischer Trägerschaft.
Der Grundstein für das Schulgebäude der damals eigenständigen Gemeinde Niederhäslich wurde am 3. Juni 1876 gelegt. Die Einweihung des Gebäudes folgte am 5. Januar 1877. Entstanden war ein zweigeschossiges Gebäude mit einem dreigeschossigen Mittelrisaliten. Es hat einen Grundriss von 30 × 20 Metern mit zehn Fensterachsen an der Front zur Poisentalstraße. In den Jahren 1900 und 1901 wurde unweit der Schule das Rathaus Niederhäslich errichtet, zusammen mit der später gebauten Turnhalle bildeten die drei Gebäude ein für die Gemeinde bedeutsames Ensemble.
Im Jahr 1902 wurde das Gebäude um eine Etage aufgestockt und um einen verzierten Giebel mit Uhr und Glocke ergänzt und wirkt seitdem auch im Zusammenspiel mit dem Rathaus deutlich repräsentativer. Mit insgesamt zwölf Klassenzimmern sowie jeweils einem Lehrerzimmer, einem Geräteraum und der Bibliothek bot das Haus nun Platz für eine Volksschule. Während der NS-Zeit war die Schule nach Adolf Hitler benannt. Im Jahr 1945 wurde der Dachboden ausgebaut und die Schule erhielt den Namen „Ernst-Thälmann-Schule“. Im Oktober 1966 wurde in unmittelbarer Nachbarschaft (Waldblick 42) der Neubau der Polytechnischen Oberschule "Ernst Thälmann" (heute Oberschule "Waldblick") eröffnet, da das neugebaute Wohngebiet Niederhäslich die Schülerzahlen erhöhte.
Von 1997 bis 2001 war das Gebäude Außenstelle des Kreisgymnasiums Freital-Deuben und im Besitz des Weißeritzkreises. Anschließend ging es in Besitz der Stadt Freital über und wurde durch Gebäudetausch mit dem Schulgebäude Johannisstraße 11 (vormals seit 1992 Grundschule Deuben) neuer Grundschulstandort.
Aufgrund seiner bau- und ortshistorischen Bedeutung wurde es vom Landesamt für Denkmalpflege Sachsen als Kulturdenkmal eingestuft und ist damit eines der Kulturdenkmale in Niederhäslich. Auch die Schulturnhalle ist denkmalgeschützt.